# Adolf Kirchl
Adolf Kirchl (né le 16 juin 1858 à Vienne – mort le 21 octobre 1936 dans la même ville) est un chef de chœur et compositeur autrichien. Il dirigea de 1891 à 1916 le Wiener Schubertbund.

## Littérature
- Felix Czeike: Historisches Lexikon Wien vol. 3. Kremayr & Scheriau, Vienne, 1994.